# The Sheriff of Tuolomne
The Sheriff of Tuolomne est un film muet américain réalisé par Francis Boggs et sorti en 1911.

## Fiche technique
- Réalisation : Francis Boggs
- Production : William Selig
- Date de sortie :  États-Unis : 25 juillet 1911

## Distribution
- Hobart Bosworth : le sheriff de Tuolomne
- Bessie Eyton : la fiancée du sheriff
- Jack Conway : un jeune mineur